# Junior Nsemba

a Compétitions nationales et continentales officielles uniquement.

Junior Nsemba, né le 27 juin 2004 à Wigan (Angleterre), est un joueur anglais de rugby à XIII évoluant au poste de deuxième ligne dans les années 2020.
Natif de Wigan et cousin du footballeur Rigobert Song, Junior Nsemba intègre le système de formation du club des Wigan Warriors. Après une première rencontre en Super League lors de la saison 2021 et un prêt au club de Whitehaven, il s'impose petit à petit au sein de l'équipe de Wigan et devient titulaire au poste de deuxième ligne à partir de la saison 2024. Il y remporte ses premiers trophées avec le gain de la Super League en 2023 et de la Challenge Cup en 2024. A titre personnel, il est désigné dans l'équipe de rêve de la Super League au poste de centre lors de la saison 2024.

## Palmarès
- Collectif :
  - Vainqueur de la Super League : 2023 et 2024 (Wigan).
  - Vainqueur de la Challenge Cup : 2024 (Wigan).

- Individuel :
  - Nommé dans l'équipe type de Super League : 2024 (Wigan).

### Détails en clubs
| Saison | Saison         | Championnat  | Championnat | Championnat | Championnat | Championnat | Championnat | Championnat | Coupe         | Coupe      | Coupe | Coupe | Coupe | Coupe | Coupe |
| Saison | Saison         | Comp.        | Class.      | M           | Pts         | Ess.        | Buts        | Dp.         | Comp.         | Class.     | M     | Pts   | Ess.  | Buts  | Dp.   |
| ------ | -------------- | ------------ | ----------- | ----------- | ----------- | ----------- | ----------- | ----------- | ------------- | ---------- | ----- | ----- | ----- | ----- | ----- |
| 2022   | Wigan Warriors | Super League | 1er tour    | 1           | -           | -           | -           | -           | Challenge Cup |            | -     | -     | -     | -     | -     |
| 2023   | Whitehaven     | Championship | 12e         | 3           | 4           | 1           | -           | -           | Challenge Cup |            | -     | -     | -     | -     | -     |
| 2023   | Wigan Warriors | Super League | Champion    | 14          | -           | -           | -           | -           | Challenge Cup | 1/2 finale | 1     | 4     | 1     | -     | -     |
| 2024   | Wigan Warriors | Super League |             |             |             |             |             |             | Challenge Cup | Vainqueur  |       |       |       |       |       |